# 제41회 베네치아 국제 영화제
제41회 베네치아 국제 영화제는 1984년 9월 1일에 열린 시상식이다. 이탈리아 베니스에서 개최되었다.

## 수상 및 후보

### 황금사자상
- 태양의 해 - 크지쉬토프 자누쉬 수상

### 볼피컵 여우주연상
- 만월의 밤 - 파스칼 오지에 수상

### 볼피컵 남우주연상
- The Crossing - 네시러딘 샤 수상

### 심사위원 특별상
- 달의 총아들 - 오타르 이오셀리아니 수상

### 파시네티 어워드 - 여우주연상
- Clarett - 클라우디아 카르디날레 수상